# Michele Lacerenza
Michele Lacerenza (* 7. Januar 1922 in Tarent; † 17. November 1989 in Rom) war ein italienischer Trompeter und Filmkomponist, der durch seine Mitwirkung an Italowestern bekannt wurde.

## Leben
Lacerenza stammt aus einer Musikerfamilie, sein Vater Giacomo Lacerenza bereits als Kind gefördert. Michele studierte am Conservatorio Santa Cecilia in Rom, das er 1943 mit Diplom verließ und wo er mit Ennio Morricone Freundschaft geschlossen hatte.
Nach dem Ende des Zweiten Weltkrieges begann er mit der Arbeit als Orchesterleiter und als Musiker in Revuetheatern, wo er u. a. mit Carlo Dapporto und Wanda Osiris zusammenarbeitete. Erste Werke als Komponist entstanden; musikalische Komödien, Arbeiten für Filme und Lieder. So schrieb Lacerenza beispielsweise die Musik zu Fontane d'italia zusammen mit Elvio Monti, das 1962 in der Interpretation von Claudio Villa ein großer Erfolg wurde.
Morricone engagierte ihn für die Umsetzung der Trompetenparts seiner Filmkompositionen für Sergio Leones Dollar-Trilogie und setzte sich dabei gegen den Regisseur durch, der Nini Rosso dafür bevorzugt hätte.
Ab 1966 war Lacerenza Lehrbeauftragter am „Conservatorio Umberto Giordano“ in Foggia, setzte aber seine Tätigkeit als Filmkomponist fort. Häufig schrieb er für Filme von Alberto Cardone. Weiter war er erster Trompeter des Orchesters der RAI in Rom unter Enrico Simonetti.
2007 entstand der Dokumentarfilm "A Perdifiato – Storia di Michele Lacerenza" unter der Regie von Giuseppe Sansonna.

## Filmografie (Auswahl)
- 1966: Sartana (Mille Dollari sul nero)
- 1968: Der Einsame (L'ira di Dio)
- 1968: Das Gesetz der Erbarmungslosen (Il lungo giorno del massacro)
- 1968: Eine Kugel für den Bastard (Una forca per un bastardo)
- 1969: 20.000 dollari sporchi di sangue

## Diskografie (Auswahl)

### LP
- 1968: Never my love (Bluebell, BBLP 31)

### Singles
- 1965: La casa del sole/And I Love Her (Sunset, SNP 3070)
- 1965: Colorado Charlie/Cita a Las Tres (Ariel, NF 521)
- 1965: Concerto per te/Alba rossa (Ariel, NF 522)
- 1966: Blue summer/Perché uccidi ancora (Ariel, NF 536)
- 1966: La tromba bianca/Il silenzio e tu (Ariel, NF 551)
- 1966: Johnny's theme/Necklace of pearls (CAM, AMP 12)
- 1967: Io potrei/Over and over (Bluebell, BB 03184)
- 1968: Never my love/Filo di seta (Bluebell, BB 03198)
- 1968: The last souvenir/Concerto per un killer (CAM, AMP 47)
- 1972: La grande città/Una notte tra noi (BIS,  BS-1001) feat. Nancy Cuomo
- 1976: Adagio cantabile/Brasiliana Nights (Victory, VY 058)
- 1978: T tango/Eternal love (Philips, 6025 190)

### CDs
- 2006: L'ira di Dio (GDM, 2069)
- 2008: 20.000 dollari sporchi di sangue (GDM, 4113)
- 2009: 1000 dollari sul nero (Universal Records)

## Bibliografie
- "Enciclopedia della canzone italiana", Hrsg.: Gino Castaldo, ed. Curcio, 1990, S. 869